# Chalcolyne metallica
Chalcolyne metallica là một loài bọ cánh cứng trong họ Cerambycidae.